# Edicto de Clotario

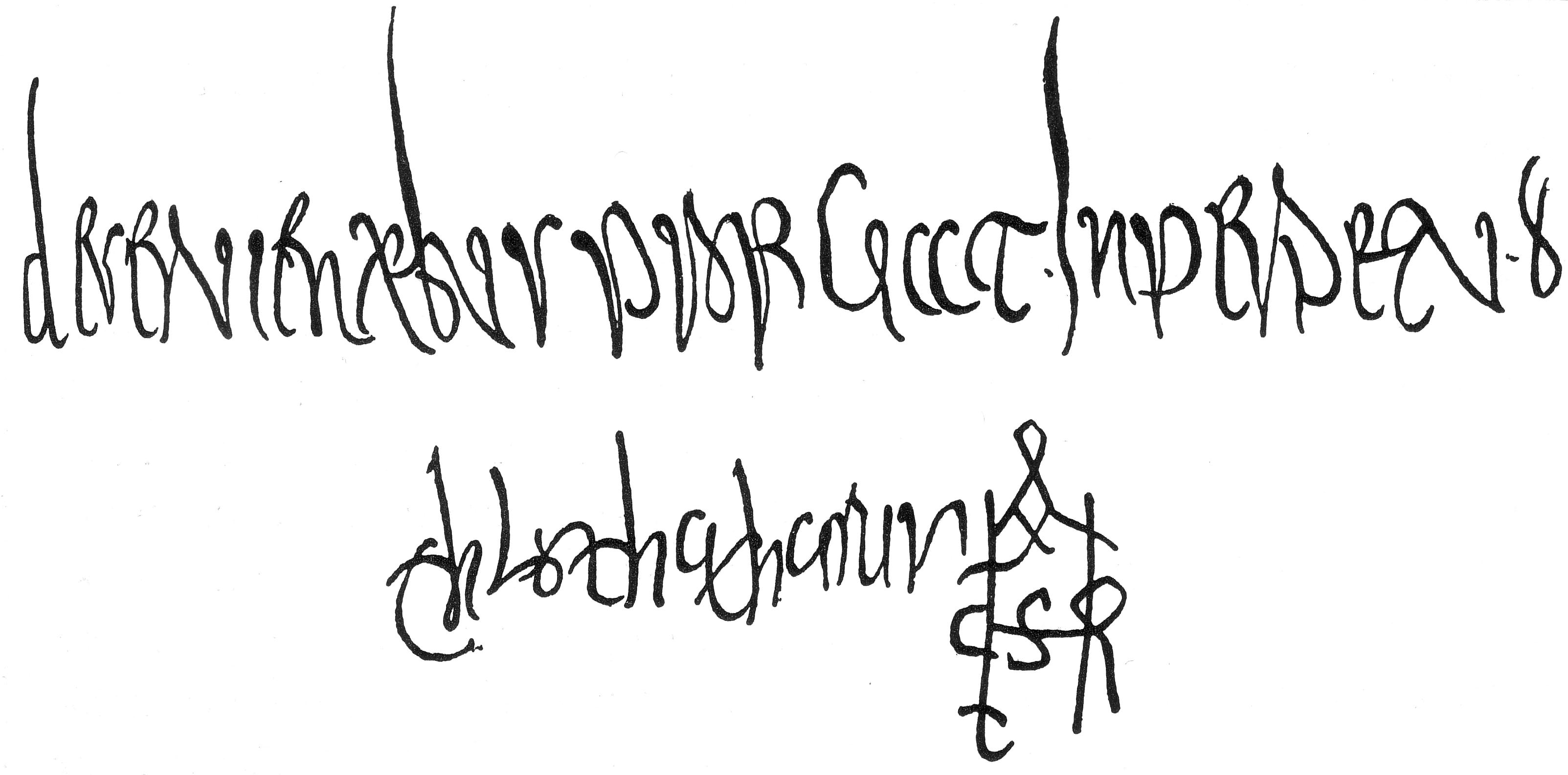
Firma de Clotario II en un documento de 625.

El edicto de Clotario II (en latín: Chlotarii II Edictum), o edicto de París, fue promulgado por Clotario II, rey merovingio de los francos, el 18 de octubre de 614 en París. Constituye uno de los instrumentos legales más importantes del periodo merovingio de la historia de Francia, y un hito en el desarrollo de la monarquía francesa. Se trata del último de los capitularia merovingios, una serie de ordenanzas legales que gobernaban el funcionamiento de la iglesia y la monarquía.
El edicto estuvo muy influenciado por los cánones promulgados por el quinto sínodo de París. Clotario había asumido recientemente de forma completa el reino franco, cuando en 613 depuso a su primo Sigeberto II, rey de Austrasia, y a su regente, su bisabuela Brunegilda.
Este edicto se considera normalmente como una serie de concesiones hacia la nobleza Austrasiana, la cual le había apoyado frente a Brunegilda. En Der Staat des hohen Mittelalters, Heinrich Mitteis incluso llega a comparar el edicto con la Carta Magna inglesa, un punto de vista no demasiado popular entre los modernos estudiosos del tema. Actualmente se tiende a pensar más bien que su principal objetivo era corregir los abusos del sistema judicial que se habían dado durante el periodo de guerras civiles desde las disputas entre Brunegilda y la madre de Clotario, Fredegunda.
No puede saberse cuánto del lenguaje y las ideas del edicto parten del rey y sus cortesanos, y cuánto de los nobles. Algunas de sus cláusulas parecen redactadas para corregir las decisiones de los prelados en el sínodo que acababa de terminar. Los obispos insistieron sobre la libertad de elección de obispos en el sínodo, pero Clotario modificó estas decisiones, insistiendo en el edicto que sólo los obispos que el quisiera, o aquellos enviados por los sacerdotes de la corte, podrían ser ordenados como tales.
El edicto también trató de establecer un orden, estandarizando el nombramiento de funcionarios, tanto eclesiásticos como seglares, y delimitar las responsabilidades de cada uno, ya fueran señores feudales, obispos o el rey, para asegurar la felicidad y la paz en el reino: el felicitas regni y pax et disciplina in regno. Entre las verdaderas concesiones otorgadas por el edicto estaban la prohibición a los judíos para ejercer como funcionarios reales, dejando estos cargos para la nobleza franca; la garantía del derecho de los obispos para deponer jueces si el rey no pudiera hacerlo en ese momento, y ciertos recortes y exenciones de impuestos.
A pesar de la exclusión de los judíos de los altos cargos estatales, el edicto les daba derecho a emprender acciones legales contra cristianos. De forma similar, se reafirmó el derecho de las mujeres a no ser casadas contra su voluntad.
La más famosa de las veinte y siete cláusulas del edicto es casi con toda certeza, la número veinte, en la cual Clotario ordena que los jueces deban ser nombrados desde la región sobre la que administrará justicia (nullus iudex de aliis provinciis aut regionibus in alia loca ordinetur). Esto se ha considerado como otra concesión, que entregaba a los señores feudales más control sobre los nombramientos, y dejaba al rey menos capacidad de influencia. Dentro de un código basado en la lucha contra la corrupción, esta cláusula trataba de facilitar la penalización de los funcionarios corruptos.
El edicto de París permaneció en vigor durante el reinado del sucesor de Clotario, Dagoberto I.